# 國嶋絢香
國嶋 絢香（くにしま あやか、1993年5月19日 - ）は、日本のタレント、モデル。奈良県出身。所属事務所はシンフォニア。

## 来歴
立命館宇治高等学校、立命館大学文学部心理学科卒業。
スカウトされ、2010年に芸能デビュー。家族の影響で自身もアメフト好きとなり、関西学生アメリカンフットボール連盟のオフィシャルナビゲーターを務めている。

## 出演

### TV
- おはよう朝日です（ABCテレビ）
- ゆうドキッ!（奈良テレビ）
- ピーチ流!（読売テレビ）
- 明石家さんまのずっとあなたが好きだった!（TBSテレビ）
- 女の子宣言! アゲぽよTV（MBSテレビ）
- FLASHBOWL 2015 秋（eo光テレビ）
- ハピネス（MBSテレビ）
- FLASHBOWL ハイライト 2016（eo光テレビ）
- ほっとネットベイコム
- トレセンまるごと情報局（グリーンチャンネル）

### モデル
- ニッセン
- ベルメゾンネット
- Palm Riche
- 関西ウォーカー『夕景・夜景ドライブ特集』
- COLNAGO

### 広告
- ステーションプラザ　てんのうじ
- First Filmウエディングムービーモデル